# Дискография группы «Мумий Тролль»
Эта страница описывает дискографию российской рок-группы «Мумий Тролль».
«Мумий Тролль» — российская рок-группа из Владивостока. Образовалась в 1983 году. Группа была создана во Владивостоке её бессменным лидером и идеологом Ильей Лагутенко.
Первый хит «Утекай» из альбома «Морская» занесён в список «40 песен, изменивших мир», составленный редакцией русскоязычной версии журнала «Rolling Stone».

## Магнитоальбомы
| Год  | Название          |
| ---- | ----------------- |
| 1985 | Новая луна апреля |
| 1990 | Делай Ю Ю         |

## Студийные альбомы
| Год  | Название             | Дата выхода | Сертификации |
| ---- | -------------------- | ----------- | ------------ |
| 1997 | Морская              | 24 апр 1997 |              |
| 1997 | Икра                 | 21 ноя 1997 |              |
| 2000 | Точно Ртуть Алоэ     | 5 фев 2000  |              |
| 2002 | Меамуры              | 1 сен 2002  |              |
| 2004 | Похитители книг      | 24 фев 2004 | Золото (LV)  |
| 2005 | Слияние и поглощение | 19 апр 2005 |              |
| 2007 | Амба                 | 7 июл 2007  |              |
| 2008 | 8                    | 8 авг 2008  |              |
| 2010 | Редкие земли         | 16 апр 2010 |              |
| 2013 | SOS матросу          | 25 авг 2013 |              |
| 2015 | Пиратские копии      | 15 апр 2015 |              |
| 2015 | Malibu Alibi         | 1 мар 2016  |              |
| 2018 | ВОСТОК Х СЕВЕРОЗАПАД | 18 фев 2018 |              |
| 2020 | После зла            | 4 дек 2020  |              |
| 2021 | Приоритеты           | 6 сент 2021 |              |

## Мини альбомы
| Год  | Название        | Дата выхода    | Сертификации |
| ---- | --------------- | -------------- | ------------ |
| 2020 | Призраки Завтра | 2 октября 2020 |              |

## Концертные альбомы
| Год  | Название                                                                  | Комментарий |
| ---- | ------------------------------------------------------------------------- | --- |
| 2001 | Необыкновенный концерт в Гостином Дворе, 25.11.2000                       | Записан на концерте в Гостином Дворе 25 ноября 2000 года |
| 2002 | Ртуть алоэ XXI. Обыкновенный концерт в СК Олимпийский, Москва, 03.04.2001 | Записан в ходе Ртуть Алоэ Тура (последний концерт тура в Москве 3 апреля 2001) |
| 2018 | Вечерний чай                                                              | Записан на концерте Крокус Сити Холл 26.04.2018. В уютных залах с сидячими местами и была представлена программа «Вечерний чай» (без симфонического оркестра). Редко исполняемые на концертах любимые песни, романтические баллады и премьеры нового альбома ВОСТОК Х СЕВЕРОЗАПАД |
| 2018 | Морская.20 (Live)                                                         | Записан в Москве 30.03.2017 в «Крокус Сити Холле». |

## Другие альбомы
| Год  | Название                                             | Комментарии                                   |
| ---- | ---------------------------------------------------- | --------------------------------------------- |
| 1998 | Шамора                                               | Двойной альбом старых песен в новой обработке |
| 2009 | Comrade Ambassador                                   | Издан в США                                   |
| 2009 | Paradise Ahead                                       | Англоязычный мини-альбом, издан в США         |
| 2010 | Polar Bear                                           | Англоязычный мини-альбом, издан в США         |
| 2012 | Vladivostok                                          | Первый студийный англоязычный альбом          |
| 2012 | Поспи, рок-н-ролл. Колыбельные. Мумикам от Тролликов | Сборник колыбельных                           |
| 2014 | iTunes Session                                       | Англоязычный мини-альбом. Интернет-релиз      |
| 2015 | Пиратские копии                                      | Виртуальный мини-альбом                       |
| 2015 | Vitamins                                             | Виртуальный англоязычный мини-альбом          |

## Синглы
| Год  | Название                        | Комментарий |
| ---- | ------------------------------- | --- |
| 1996 | Девочка                         | промо-сингл |
| 1998 | С Новым Годом, крошка!          | макси-сингл |
| 1999 | Невеста?                        | издан в двух версиях                                                                                               |
| 1999 | Карнавала.Нет                   | |
| 2000 | Без обмана                      | издан сначала с журналом «Неон», позже на CD                                                                       |
| 2000 | Моя певица/Другие места         | издан в двух идентичных по содержанию версиях, но разными изображениями на инлее                                   |
| 2001 | Lady Alpine Blue                | промосингл (Евровидение-2001)                                                                                      |
| 2002 | Lucky Bride?                    | |
| 2002 | Это по любви                    | |
| 2003 | Доброе утро, планета!           | |
| 2004 | Иди, я буду                     | макси-сингл |
| 2007 | Amba                            | интернет-релиз |
| 2008 | Бермуды                         | промосингл к фильму «День радио»                                                                                   |
| 2008 | Контрабанды                     | интернет-релиз |
| 2008 | Контрабанда                     | макси-сингл |
| 2008 | Ima gonna rock u                | |
| 2010 | Polar bear (Scumfrog vocal mix) | |
| 2012 | Hey Tovarish!                   | сингл, изданный в Великобритании                                                                                   |
| 2013 | Четвёртый троллейбус            | |
| 2013 | Акулы или Паука                 | |
| 2013 | SOS матросу                     | |
| 2013 | Swimming with Sharks            | |
| 2014 | Кажется                         | |
| 2016 | Качка                           | |
| 2016 | #31Е                            | макси-сингл, официальный саундтрек к «Ёлкам 5»                                                                     |
| 2017 | Не помню зачем                  | |
| 2017 | Отв. за Романтику               | |
| 2017 | Ой                              | |
| 2018 | Летающая тарелка                | совместно с ZeSKULLZ                                                                                               |
| 2019 | Лето без интернета              | |
| 2020 | Лира                            | |
| 2020 | Тот день когда                  | |
| 2021 | Ecosystem                       | |
| 2021 | Amore Море, Goodbye             | Filatov & Karas vs МТ                                                                                              |
| 2021 | Время утекай                    | совместно с Kara Kross                                                                                             |
| 2021 | Передвигая вещи                 | кавер-версия: первый track МТ с tribute-альбома «Подключайся к моей розетке» (к 60-летию Александра "Дёмы" Дёмина) |
| 2021 | Слишком долго здесь             | кавер-версия: второй track МТ с tribute-альбома «Подключайся к моей розетке» (к 60-летию Александра "Дёмы" Дёмина) |
| 2021 | Башня                           | Даня Милохин & МТ                                                                                                  |
| 2022 | Корюшка                         | совместно с hehehe (г. Владивосток). 'Владивосток 3000' soundtrack                                                 |

## Сборники
| Год  | Название                       | Комментарий           |
| ---- | ------------------------------ | --------------------- |
| 2000 | Mumiy Troll in the mix         | альбом ремиксов       |
| 2003 | Real Best                      | сборники лучших песен |
| 2005 | Grand Collection. Мумий Тролль | сборники лучших песен |
| 2005 | Mumiy Troll remixes (EP)       | альбомы ремиксов      |
| 2006 | Best Dj's Dance mix Vol.VI     | альбомы ремиксов      |
| 2014 | The Best                       | iTunes-сборник        |
| 2020 | Best 20-20                     | iTunes-сборник        |

## Видео: фильмы и DVD
| Год  | Название                               | Комментарий |
| ---- | -------------------------------------- | --- |
| 1999 | На концерте Мумий Тролль (17/18.12.98) | Официальный бутлег с концерта в ДК им. Горбунова |
| 2001 | Видео для МТ                           | Сборник клипов |
| 2002 | Ртуть Алоэ XXI                         | Концерт в Москве 3 апреля 2001 года (финальный концерт Ртуть Алоэ Тура)                                                                                                   |
| 2005 | КиноконцерМТ                           | Концерт в Москве в апреле 2004 года в поддержку альбома «Похитители Книг»                                                                                                 |
| 2007 | МТВИДЕНИЕ '97-'06                      | Сборник клипов |
| 2007 | Амба+                                  | Студийный концерт (The Village Studio, Лос-Анджелес, /LA, USA/) |
| 2010 | Рок по-флотски                         | Концертное видео, снятое во время Военно-Морского Тура (13.07.2010 на БПК «Керчь» Черноморского флота, г. Севастополь и 25.07.2010 на водной станции КТОФ, г. Владивосток |
| 2019 | SOS матросу                            | МТ в кругосветке на барке «Седов» [2012] |

## Видео: клипы
| Год  | Название                                        | Режиссёр или художник                  |
| ---- | ----------------------------------------------- | -------------------------------------- |
| 1986 | Новая луна апреля                               | Андрей Масловский                      |
| 1987 | Ультиматум                                      | Андрей Масловский                      |
| 1988 | Кассетный мальчик                               | Андрей Масловский                      |
| 1989 | Алло, попс                                      | Андрей Масловский                      |
| 1997 | Утекай                                          | Михаил Хлебородов                      |
| 1997 | Кот кота                                        | Михаил Хлебородов                      |
| 1997 | Не звезда                                       | Дмитрий Захаров                        |
| 1998 | Дельфины                                        | Михаил Хлебородов                      |
| 1998 | Владивосток 2000                                | Антон Борматов                         |
| 1998 | Ранетка                                         | Виктор Вилкс                           |
| 1999 | Утекай 2 (манга)                                | Павел Руминов                          |
| 1999 | Инопланетный гость                              | Евгений Звидённый                      |
| 1999 | Невеста?                                        | Виктор Вилкс                           |
| 1999 | Lucky Bride?                                    | Виктор Вилкс                           |
| 2000 | Карнавала.Нет                                   | Андрей Кузнецов                        |
| 2000 | Без Обмана                                      | Виктор Вилкс                           |
| 2000 | Клубничная                                      | Антон Борматов                         |
| 2000 | Моя Певица                                      | Павел Руминов                          |
| 2001 | Lady Alpine Blue                                | Андрей Кузнецов                        |
| 2001 | Обещания                                        | Андрей Кузнецов                        |
| 2002 | Это по любви                                    | Гоша Тоидзе                            |
| 2002 | Морская капуста                                 | Ирина Миклошич                         |
| 2003 | Доброе утро, планета!                           | Роман Коровин                          |
| 2003 | Медведица                                       | Роман Коровин                          |
| 2004 | Где такой я?                                    | Леонид Рыбаков                         |
| 2004 | Такие девчонки                                  | Леонид Рыбаков                         |
| 2004 | Иди, я буду (под гитару)                        | Игорь Григорьев                        |
| 2005 | Приватизация                                    | Филипп Бахтин                          |
| 2005 | Здравствуйдосвидания (Dj Ivan Scratchin' remix) | Кирилл Попов                           |
| 2005 | Страху нет                                      | Юрий Александров (Muss)                |
| 2006 | Хищник                                          | Кирилл Попов                           |
| 2007 | Scorpio Rising                                  | Денис Нейманд                          |
| 2007 | RU.DA                                           | Энтони Хоффман                         |
| 2008 | Бермуды                                         | Михаил Козырев                         |
| 2008 | Кунг-Фу Панда                                   | Elliot Lester DreamWorks               |
| 2008 | Контрабанды                                     | Bjorn Tagemose                         |
| 2008 | Банды                                           | Вадим Шмелёв                           |
| 2008 | О, рай!                                         | Bjorn Tagemose                         |
| 2009 | Фантастика                                      | Резо Гигинейшвили                      |
| 2009 | Лазурно-бирюзовые                               | Юлия Козырева                          |
| 2009 | Молодость                                       | Андрей Золотухин                       |
| 2010 | Смог                                            | Bjorn Tagemose                         |
| 2010 | Владивосток 3000                                | Глеб Телешов                           |
| 2011 | Somebody to Love                                | Никита Спектор                         |
| 2011 | Лепесточки                                      | Артём Лоскот                           |
| 2012 | Fantastica                                      | Дмитрий Плавшудин                      |
| 2012 | Hey Tovarish                                    | SF Porcaro                             |
| 2013 | Четвёртый троллейбус                            | Глеб Телешов                           |
| 2013 | Акулы или Паука                                 | Майкл Мюллер                           |
| 2013 | SOS матросу                                     | Артём Лоскот                           |
| 2013 | Брат три                                        | Лу Ян                                  |
| 2013 | Десерты                                         | Alex Bulat                             |
| 2014 | Утекай 2 (ремикс 2014)                          | Артем Лоскот                           |
| 2014 | Flow Away (ремикс 2014)                         | Артем Лоскот                           |
| 2014 | Kuaizuokai (ремикс 2014)                        | Артем Лоскот                           |
| 2014 | Кажется                                         | Андрей Flakonkishochki                 |
| 2014 | Пиратские копии                                 | Singapore                              |
| 2014 | Ноябрь                                          | Глеб Телешов                           |
| 2014 | Мошка                                           | Андрей Flakonkishochki                 |
| 2014 | Vitamins                                        | Лу Ян                                  |
| 2014 | Vitamins (3D)                                   | Крис Ян                                |
| 2014 | Витамины                                        | Артем Лоскот                           |
| 2015 | С чистого листа                                 | Мумий Тролль                           |
| 2015 | All of Mine (Colima)                            | Артем Лоскот                           |
| 2015 | Куклы                                           | Андрей Flakonkishochki, Михаил Калинин |
| 2015 | Speed                                           | ZXEROKOOL                              |
| 2016 | Зимняя песня Муми-троллей                       | Якуб Вроньский, Ира Карпелан           |
| 2016 | Пломбир                                         | Савва Савельев                         |
| 2017 | Грильяж (31 число)                              | Тимур Бекмамбетов                      |
| 2017 | Не помню зачем                                  | Элиот Ли Хейзел                        |
| 2017 | Отв. за Романтику                               | Little Big Production                  |
| 2017 | Ой                                              | Гэри Бейсман                           |
| 2018 | Милота                                          | VOOGIE.pro, Cameraptor                 |
| 2019 | Жимолость                                       | Eliot Lee Hazel                        |
| 2019 | Лето без интернета                              | Дэнни Дрисдейл                         |
| 2019 | Всходы                                          | Bjorn Tagemose                         |
| 2020 | Лира                                            | Bjorn Tagemose                         |
| 2020 | Космические силы                                | Иван Соснин                            |
| 2021 | Экосистема                                      | Danny Drysdale                         |
| 2021 | Призраки завтра                                 | Red Pepper Film                        |
| 2021 | Время утекай                                    | Заур Засеев                            |
| 2021 | Время обид                                      | Афина Журба                            |
| 2021 | Filatov & Karas vs МТ - Amore Море, Goodbye     |                                        |
| 2021 | Даня Милохин & МТ - Башня                       | Рустам Романов                         |
| 2021 | DOROFEEVA & МТ - Медведица                      | Вечерний квартал                       |